# Tino Vegar
Tino Vegar (Split, 30. siječnja 1967.), hrvatski vaterpolist, osvajač srebrne medalje na Olimpijskim igrama u Atlanti 1996. godine.
Uz brojne trofeje i medalje, Tino Vegar može se pohvaliti u hrvatskom vaterpolu jedinstvenim dosegom: osvojio je čak četiri Mediteranska kupa (dva s POŠK-om te po jedan s Mladosti i Ortigiom).